# John Garstang
John Garstang (ur. 5 maja 1876 w Blackburn, zm. 12 września 1956 w Bejrucie) – brytyjski archeolog specjalizujący się w historii Bliskiego Wschodu, zwłaszcza historii Palestyny i Azji Mniejszej.

## Życiorys
Urodził się jako szóste dziecko Waltera Garstanga i Matildy Mary Wardley. Kształcił się w Blackburn Grammar School; w 1895 roku uzyskał stypendium Jesus College w Oksfordzie, gdzie studiował matematykę. Tam zainteresował się archeologią i przeprowadził swoje pierwsze wykopaliska na terenie dawnego rzymskiego obozu Bremetennacum w Ribchester. Zachęcony wynikami badań rozpoczął wykopaliska na innych rzymskich stanowiskach archeologicznych w Wielkiej Brytanii.
Po zakończeniu studiów dołączył w 1899 roku do zespołu Flindersa Petriego prowadzącego badania w Abydos. W latach 1901–1914 regularnie powracał do Egiptu i Sudanu, w tym do Abydos, gdzie kontynuował prace archeologiczne. W 1902 roku uzyskał finansowe wsparcie ze strony bogatych darczyńców, takich jak: John Rankin i H. Martyn Kennard, dzięki czemu rozpoczął swoje pierwsze niezależne wykopaliska w Ar Raqāqinah w Egipcie. W 1904 roku założył w Liverpoolu Instytut Archeologii, włączony później do Uniwersytetu w Liverpoolu. W 1907 roku został na tej uczelni profesorem archeologii, gdzie wykładał do 1941 roku.
W 1908 i 1911 roku prowadził wykopaliska w południowo-wschodniej Turcji, gdzie badał pozostałości imperium Hetytów.
W latach 1920–1926 pełnił funkcję dyrektora w departamencie starożytności w Mandacie Palestyny, a w latach 1919–1926 kierował British School of Archaeology w Jerozolimie. W 1926 roku na północy Jeziora Tyberiadzkiego przeprowadził pierwsze ograniczone prace archeologiczne w ruinach biblijnego Chasoru. W 1930 roku rozpoczął trwające sześć lat badania Jerycha, w wyniku których odkrył artefakty z różnych okresów, pozostałości pałaców, świątyń oraz nekropolii. Od 1936 roku pracował na stanowisku Yumuktepe w Mersin (płd. Turcja), jednak wybuch II wojny światowej spowodował przerwanie badań, które dokończył w 1948 roku. Dwa lata wcześniej wysunął pomysł stworzenia Brytyjskiego Instytutu Archeologii w Turcji, jednakże z zamiarem ulokowania go (w przeciwieństwie do innych zagranicznych instytutów) w Ankarze, a nie Stambule. W wyniku jego starań, 22 listopada 1947 roku turecka rada ministrów ratyfikowała powstanie instytucji, a jej uroczysta inauguracja odbyła się w styczniu kolejnego roku.
Pod koniec życia, mimo choroby, prowadził jeszcze wykopaliska w Mersin, gdzie odkrył ważne pozostałości z czasów neolitycznych i wczesnego brązu. Zmarł 12 września 1956 roku w Bejrucie.